# Charles Guthmüller
Charles Guthmüller, né le 20 août 1897 à Tassin-la-Demi-Lune (Rhône) et mort le 20 janvier 1976 dans le 4e arrondissement de Lyon, est un homme politique français, membre du Rassemblement du peuple français puis du Parti libéral européen.

## Biographie
Installé à Épinal où il est représentant en lingerie de la Maison Émerique (installée au 12, quai de Dogneville), Charles Guthmüller devient l'associé de son employeur, une petite entreprise industrielle de lingerie, qu'il finit par diriger et qui devient les établissements Guthmüller. 
Ancien combattant des deux guerres mondiales, il est résistant sous l'Occupation, membre de Ceux de la Résistance (CDLR) puis de l’Organisation civile et militaire (OCM) dans les Vosges. 
Conseiller municipal d'Épinal en 1945, premier adjoint d'Alfred Thinesse, il lui succède en 1947 et reste maire de cette ville jusqu'en 1959. Il est conseiller général de Dompaire de 1949 à 1955. Animateur de l'Union gaulliste pour la IVe République, fondée à l'été 1946, amicale d'anciens résistants très marquée à droite, puis premier délégué départemental du RPF du général de Gaulle de 1947 ou 1948 à 1949, il figure en deuxième position sur la liste de ce parti conduite par Maurice Lemaire aux législatives de 1951, et est élu député. Il ne se représente pas aux élections législatives de janvier 1956. Il préside l’Association des maires vosgiens, qu’il a fondée, de 1952 à 1959.
Au lendemain des événements du 13 mai 1958, il participe au Comité de salut public formé dans le département des Vosges, en écho à celui d’Alger. Il se présente aux élections législatives de novembre 1958 comme gaulliste, sans pour autant être investi par le nouveau parti gaulliste, l'Union pour la nouvelle République (UNR) :  il est candidat « en dehors des partis politiques, sans l'investiture d'aucun Comité parisien, mais avec (sa) longue et constante fidélité au Général ». Arrivé en tête au premier tour, il est élu au second contre Lucien Nicolas et un candidat communiste. Il siège au Palais-Bourbon parmi les non-inscrits.
Il adhère en août 1961 au Parti libéral européen, petit parti formé par des radicaux de droite souvent partisans de l'Algérie française. Il devient un député de l'opposition l'année suivante et participe au renversement du gouvernement de Georges Pompidou, par son vote de la motion de censure du 4 octobre 1962.
Il abandonne ensuite la vie politique et se retire dans la région lyonnaise.

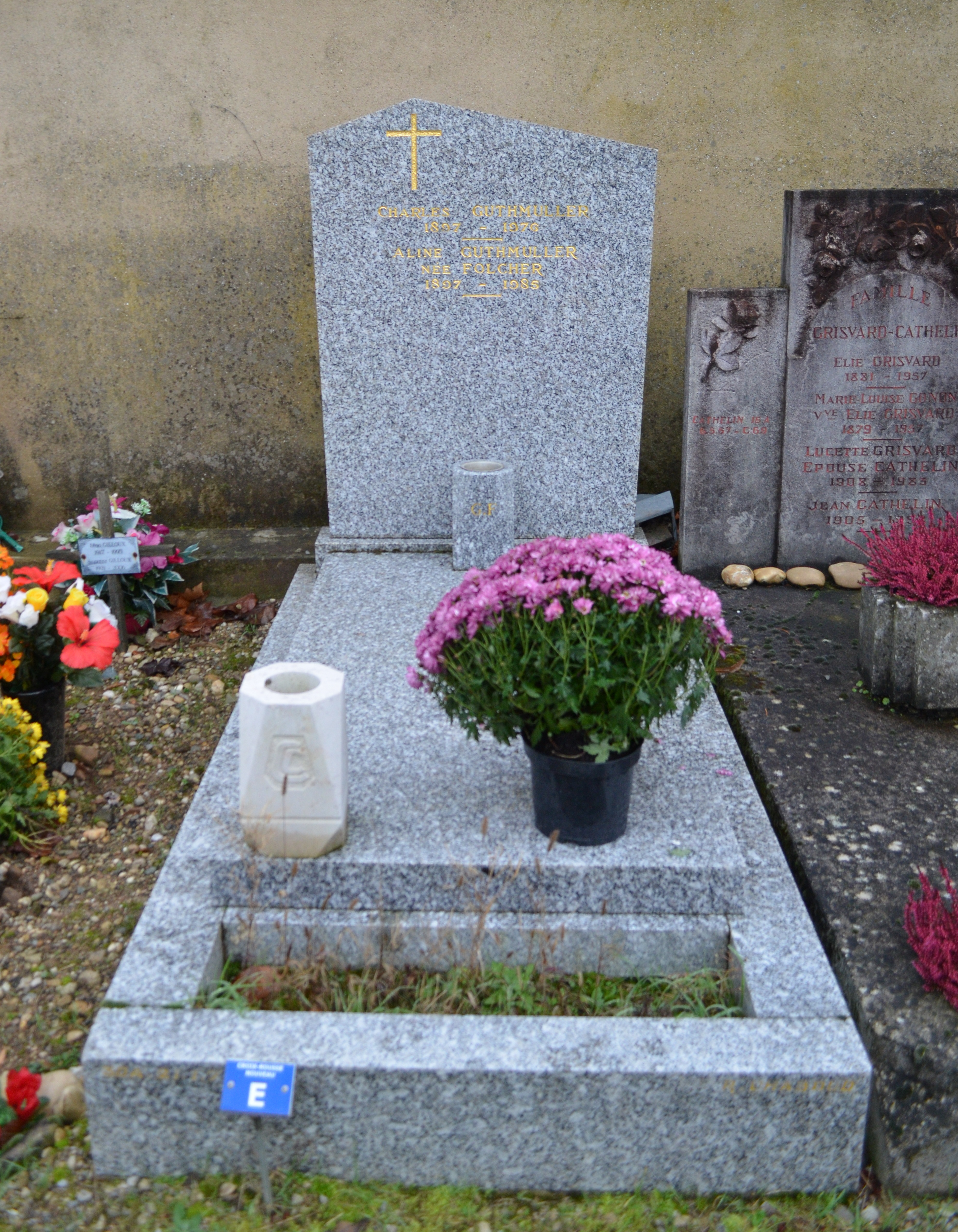
Tombe de Charles Guthmüller à Lyon